# Sudan Airways
Sudan Airways — национальный авиаперевозчик Судана и член Организации воздушных перевозчиков арабских стран.

## История
Авиакомпания была основана в 1947 году компанией Sudan Railways для предоставления транспортных услуг в районах страны, где отсутствовала железнодорожная инфраструктура.
С 2012 года Sudan Airways принадлежит правительству Судана. Из-за этого авиакомпания попала под санкции со стороны США.
Правительство Судана планирует закупить 8 новых самолётов Airbus.

## Галерея

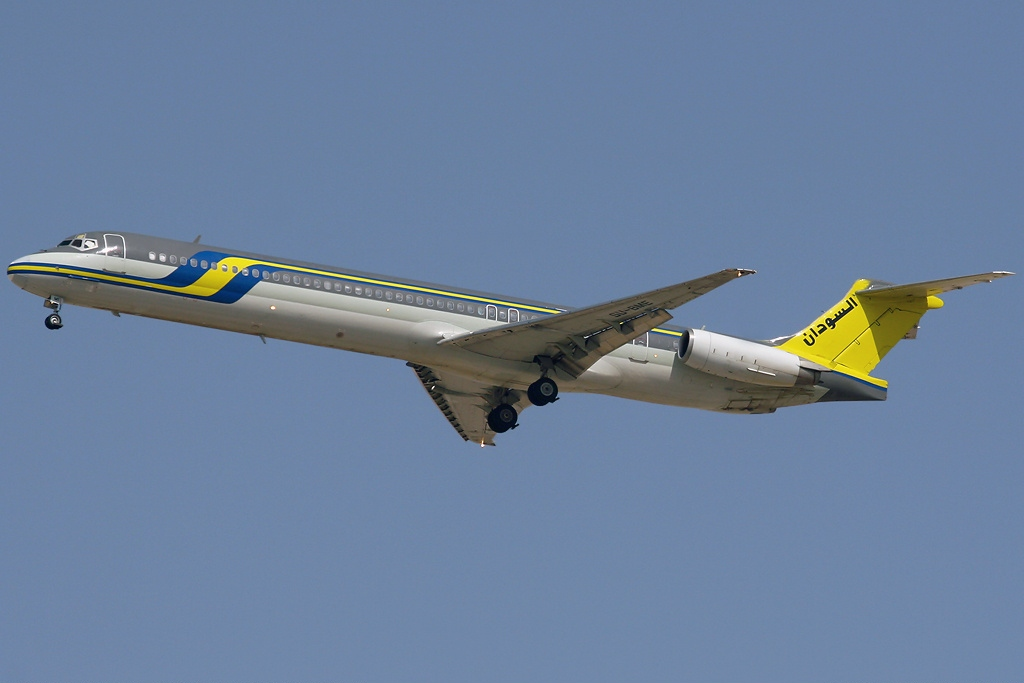
McDonnell Douglas MD-83
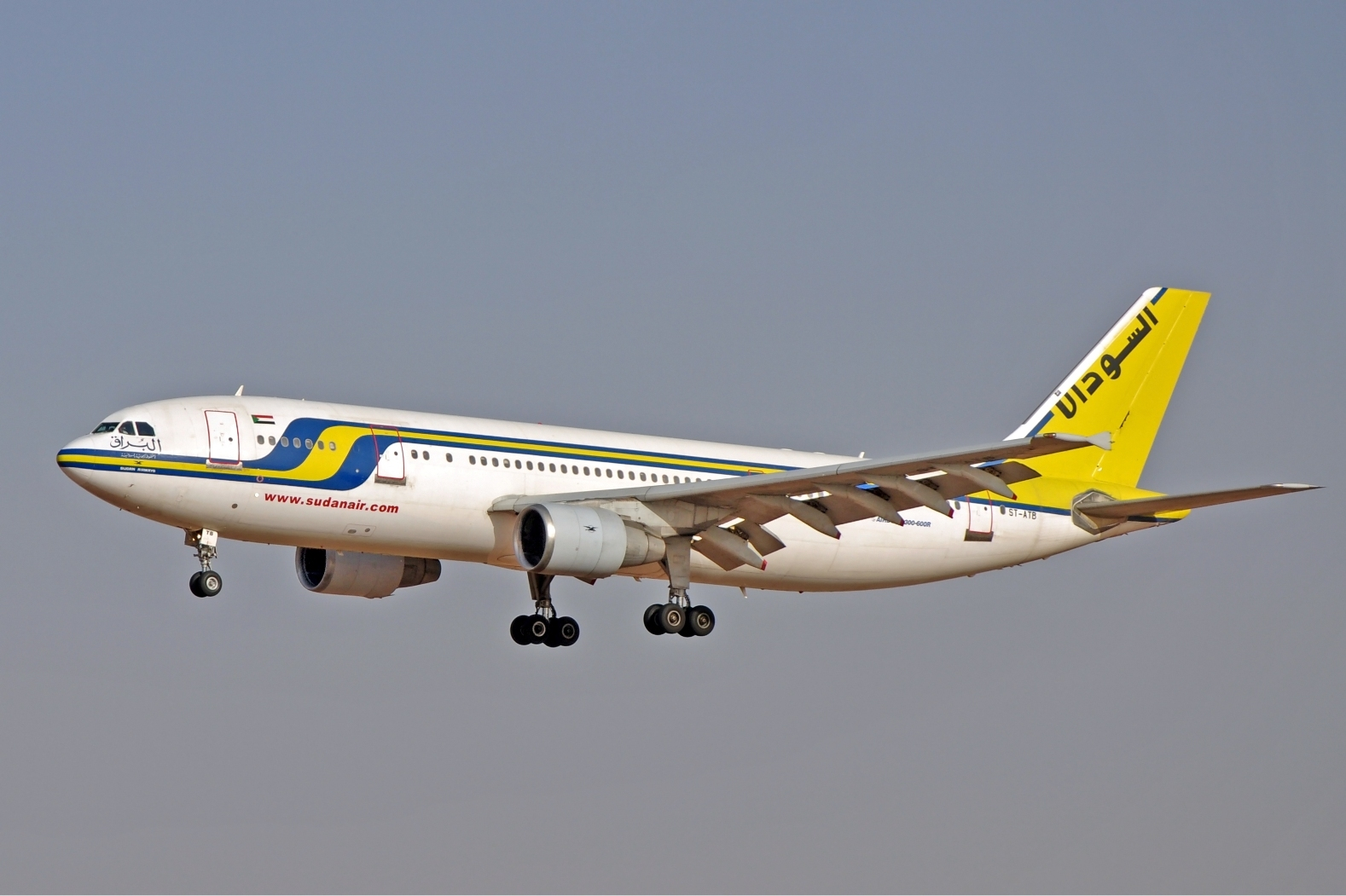
Airbus A300B4-622R
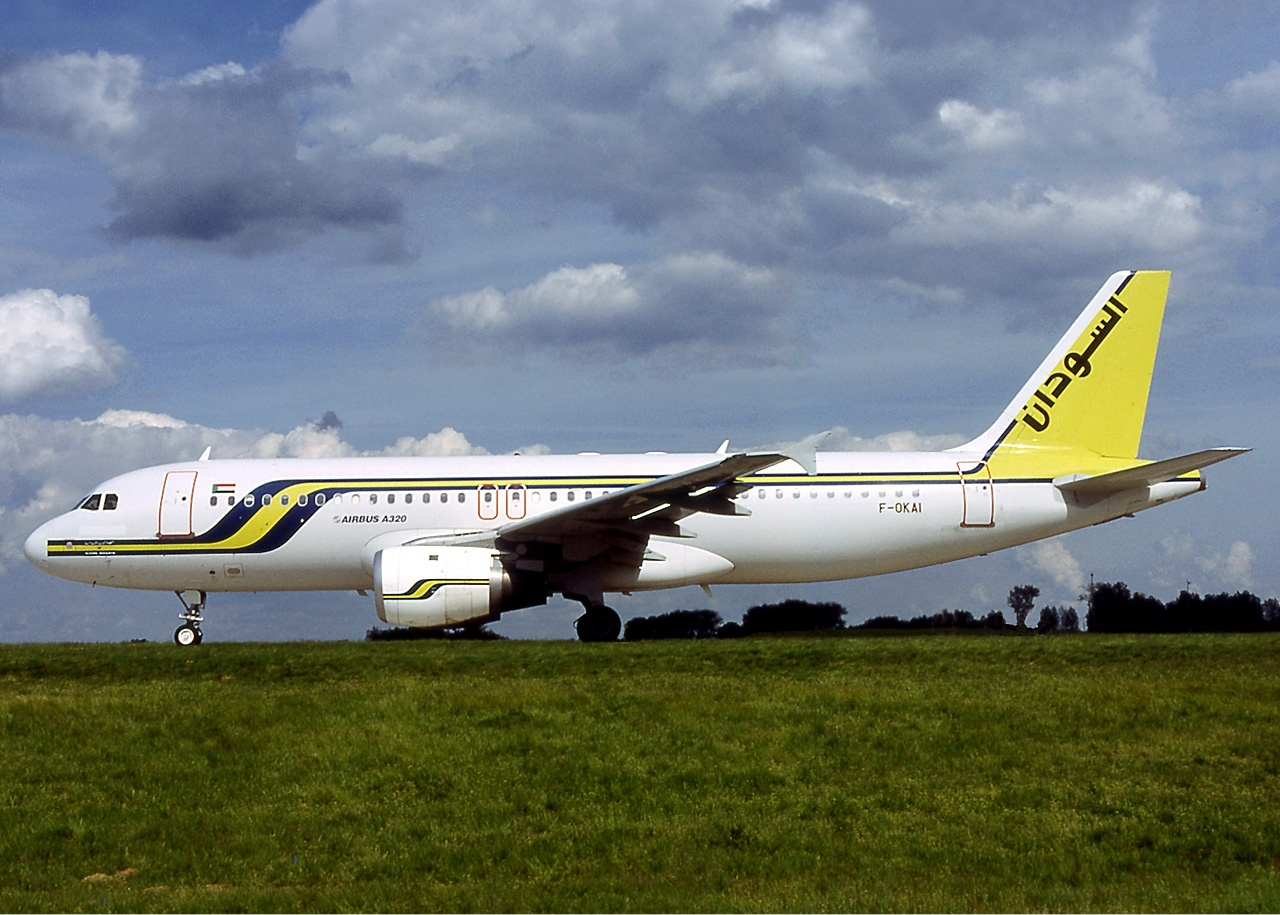
Airbus A320
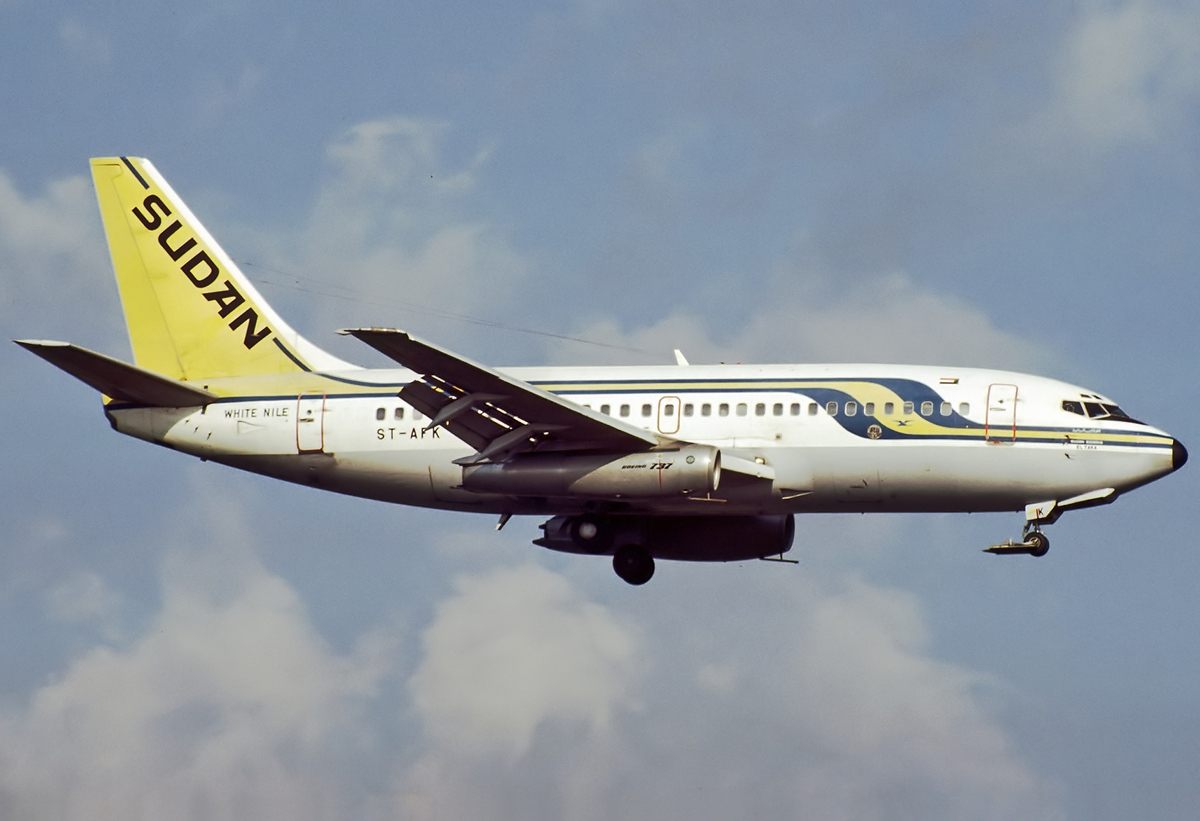
Boeing 737
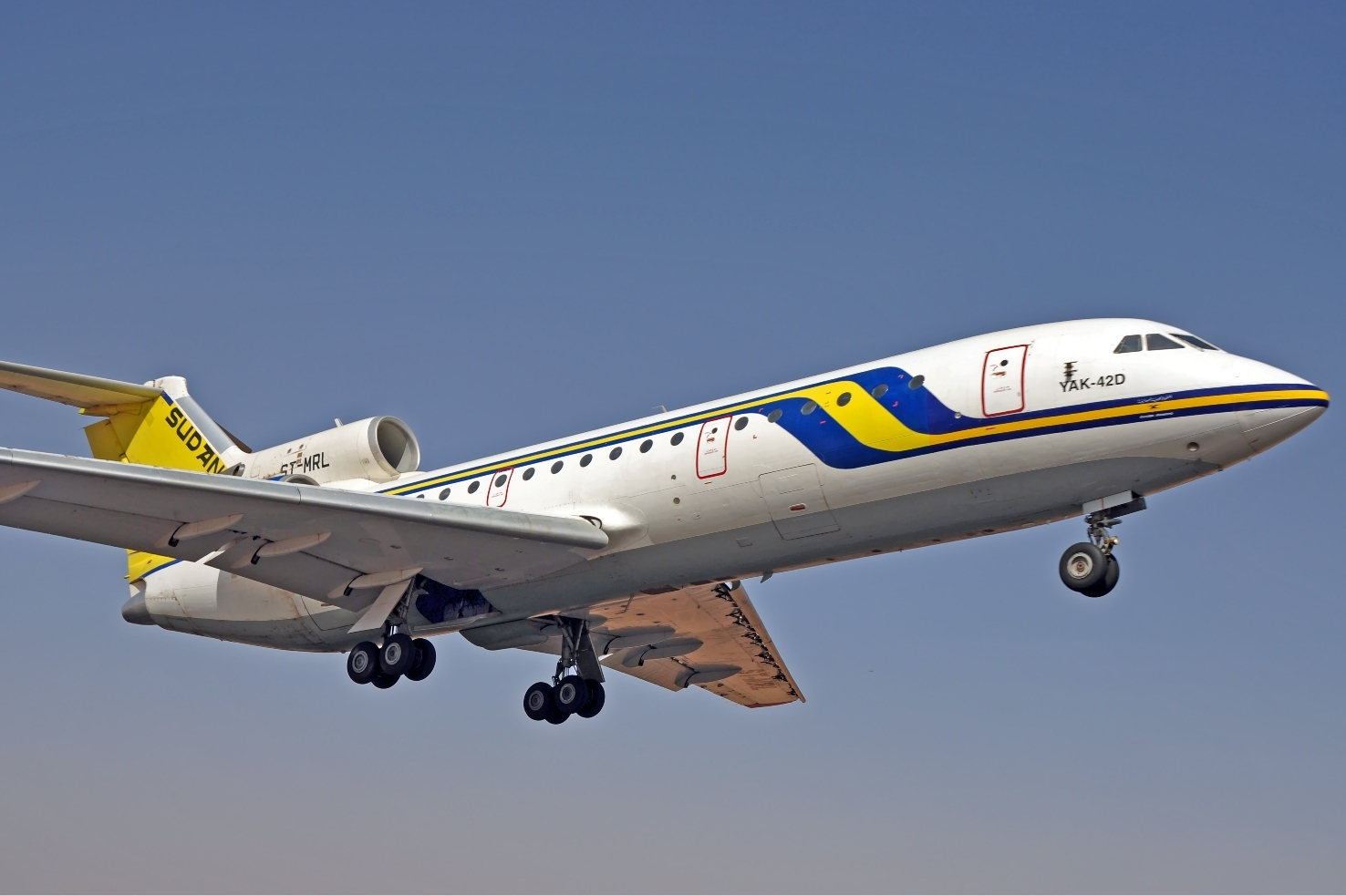
Як-42

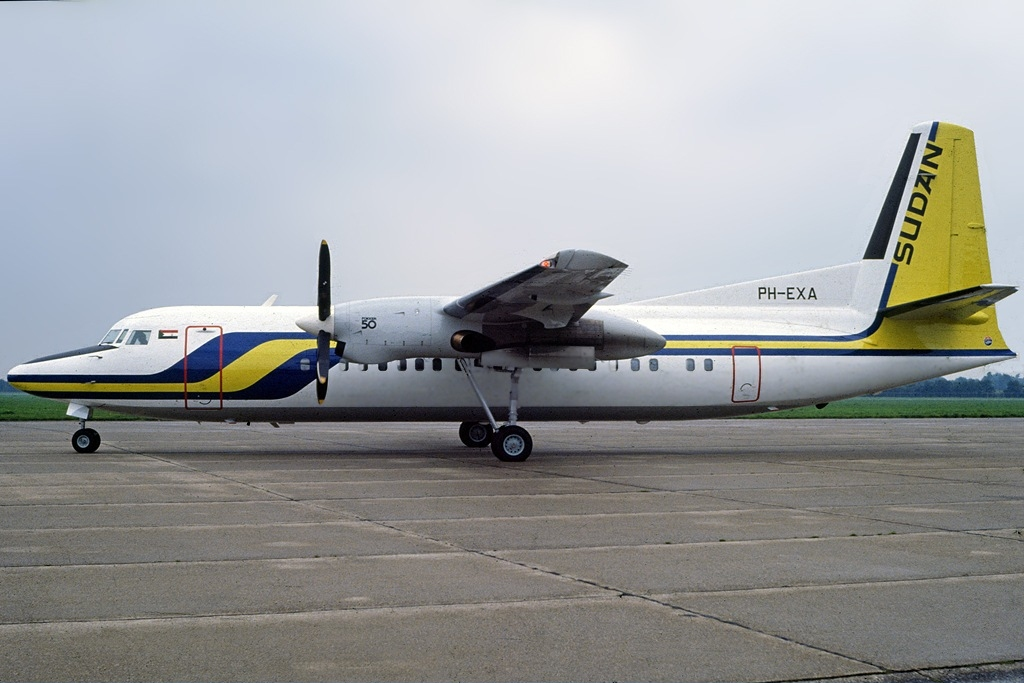
Fokker 50
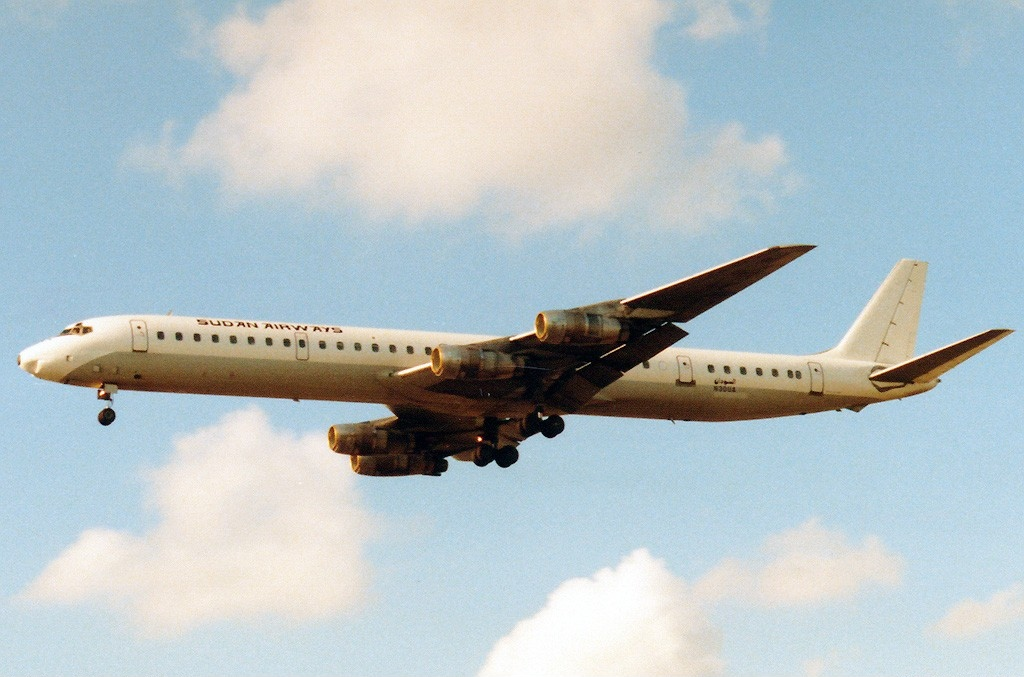
Douglas DC-8
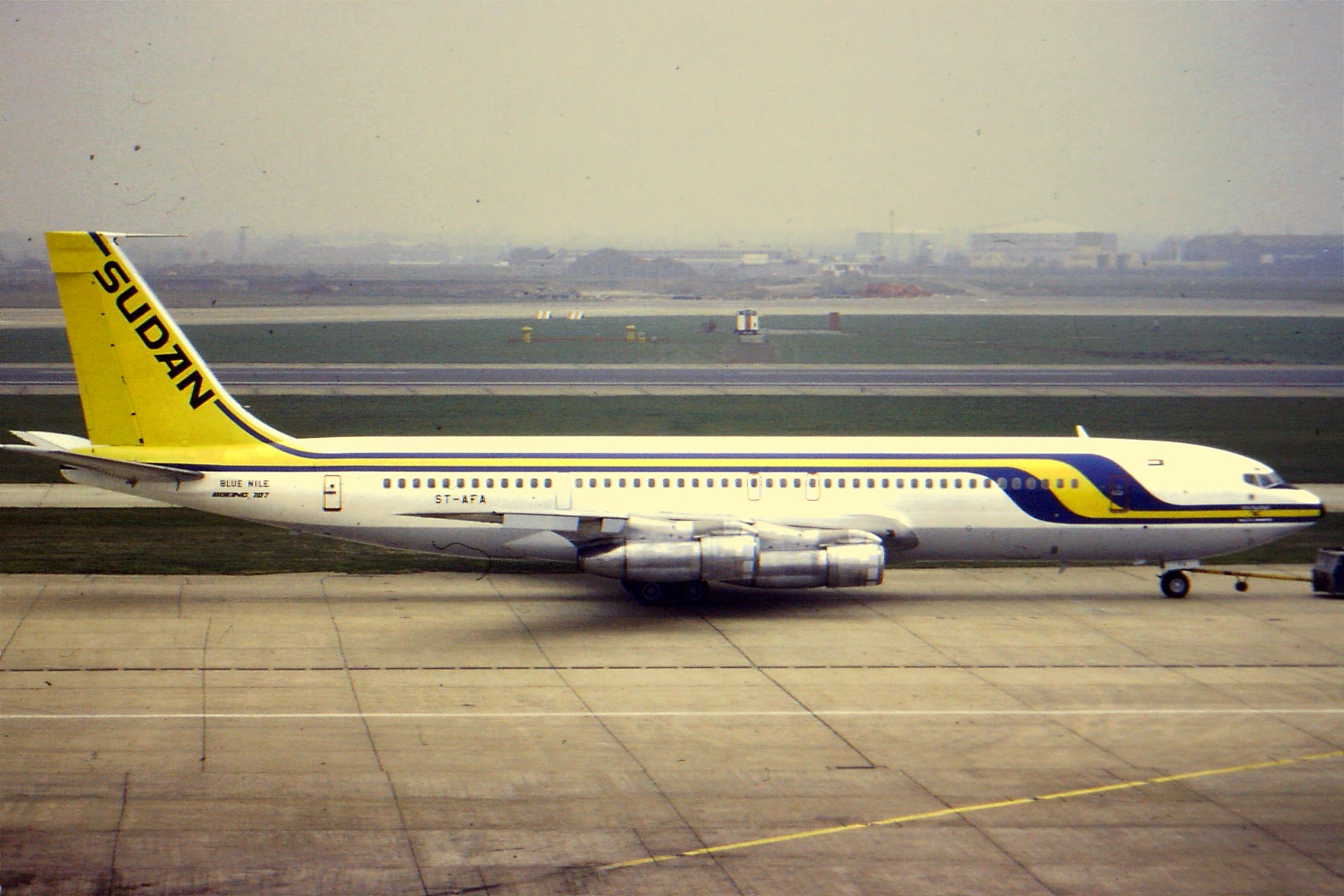
Boeing 707
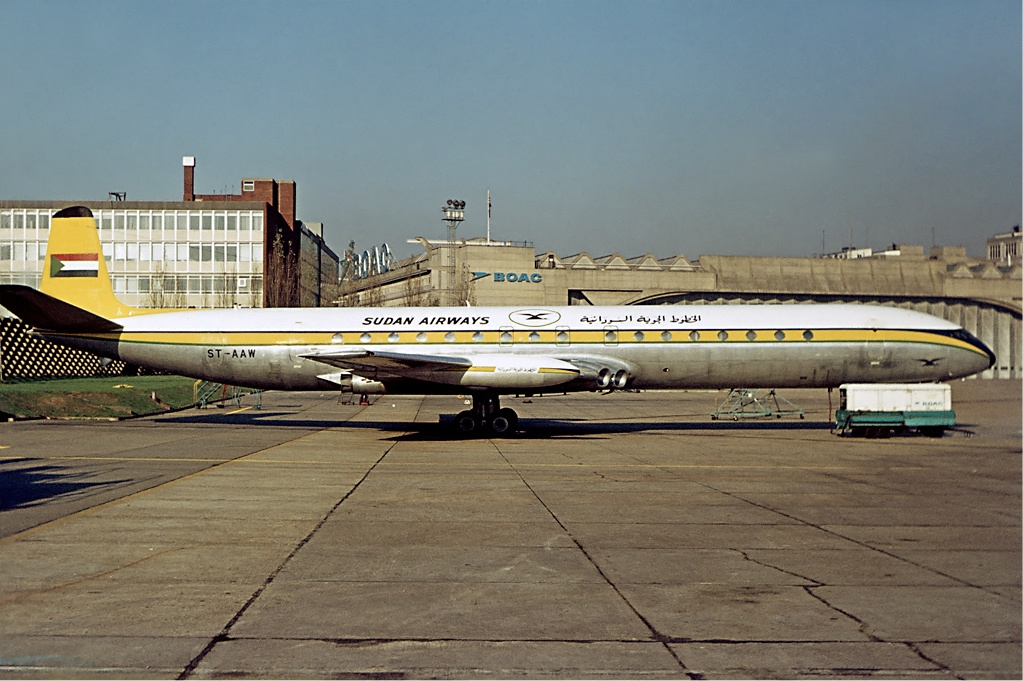
De Havilland Comet
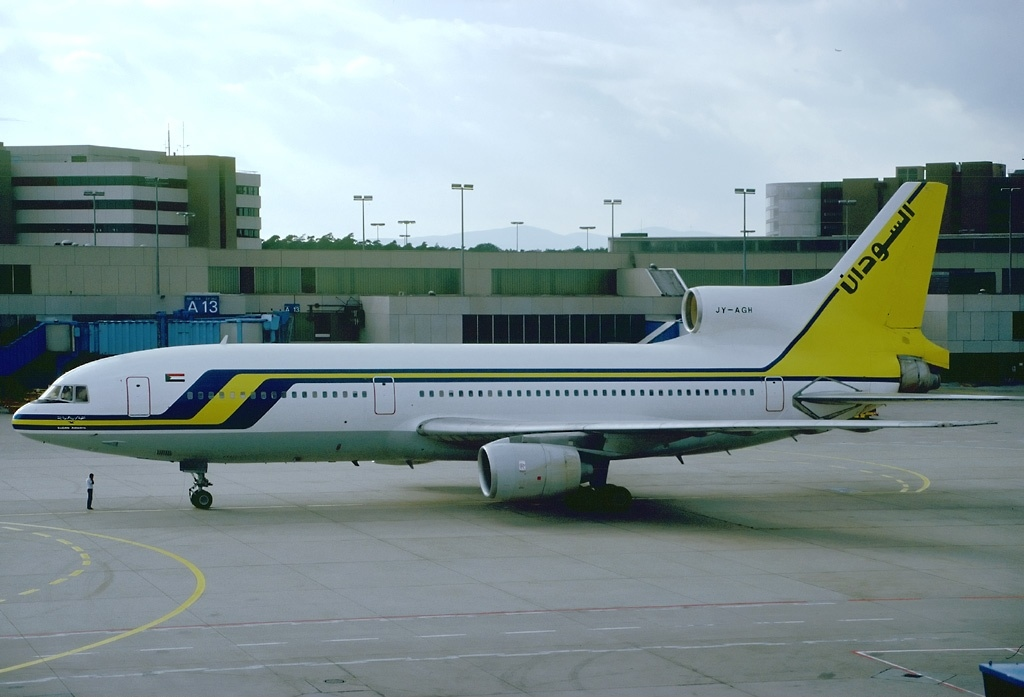
Lockheed L-1011 TriStar

## Происшествия
- 8 июля 2003 года самолёт Boeing 737 авиакомпании Sudan Airways, выполняющий рейс SD139, потерпел крушение примерно через 15 минут после взлёта. Все 117 пассажиров и экипаж погибли при крушении.
- 30 марта 2007 года был захвачен самолёт авиакомпании за полтора часа до посадки в Хартуме. Лайнер совершал перелёт из столицы Ливии — Триполи. После посадки в Хартуме захвативший самолёт был арестован сотрудниками суданских спецслужб.[4]
- 10 июня 2008 года самолёт Airbus A310-324 авиакомпании Sudan Airways при посадке выкатился за пределы взлётно-посадочной полосы и загорелся, погибли 30 человек.[5]